# 10.5cm sK 18
10.5cm sK 18（ドイツ語：10,5 cm schwere Kanone 18）とは、第二次世界大戦においてナチス・ドイツが使用した加農砲である。

## 概要
ドイツ政府（ヴァイマル共和政）から依頼されたクルップ社とラインメタル社が、10cm K 17の後継として1920年代後半に開発した。競作方式だったが、実際には15cm sFH 18と同様にラインメタル社製の砲身をクルップ社製の砲架に搭載した物が採用された。牽引車は半装軌車のSd.Kfz.7やSd.Kfz.8が用いられた。軍団以上の指揮階梯に直轄部隊として配備される砲兵大隊、及び装甲師団や装甲擲弾兵師団の装甲砲兵連隊第3大隊に配備された。独ソ戦では8.8cm FlaKシリーズや他の野戦重砲とともにT-34中戦車やKV-1重戦車に対する対戦車戦闘を支援した。戦後はブルガリアとアルバニアが戦争賠償として接収した砲を運用している。
1934年にシュプレーヴェルク社で生産が開始されて、1939年の開戦時には702門を保有していた。第二次世界大戦中も生産は継続されて、1940年から1945年にかけて1,507門が製造されている。また、本砲搭載のIV号a型10.5cm対戦車自走砲は1941年に2両試作されている。パンターベースの自走砲（秘匿呼称グリレ10）に載せる案も一時検討された。
派生型としては、車輪の軽合金素材化（190kg削減）と60口径に長砲身化して射程延伸（21,150m）を図った10cm sK 18/40（10cm sK 42）及びVK30.01(P)用として47口径に短砲身化しつつも初速は同等の戦車砲型が存在する。前者は1942年に少数生産されたのみで、後者は計画段階に留まって製作されなかった。

## スペック
| 主要要目         | 主要要目         | 主要要目     | 主要要目                 | 主要要目        |
| 型式             | 型式             | 10cm sK 18   | 10cm sK 18/40 10cm sK 42 | 10.5cm KwK L/47 |
| ---------------- | ---------------- | ------------ | ------------------------ | --------------- |
| 口径             | 口径             | 105mm        | 105mm                    | 105mm           |
| 砲身長           | 砲身長           | 5,460mm      | 6,300mm                  | 4,935mm         |
| 戦闘重量         | 戦闘重量         | 5,642kg      | 5,720kg                  |                 |
| 仰俯角           | 仰俯角           | - 0° ~ + 48° |                          |                 |
| 左右旋回角       | 左右旋回角       | 64°          |                          |                 |
| 最大射程（榴弾） | 最大射程（榴弾） | 19,075m      | 21,150m                  |                 |
| 発射速度         | 発射速度         | 6発/分       | 6発/分                   |                 |
| 初速             | 徹甲榴弾         | 822m/s       |                          | 820m/s          |
| 初速             | 榴弾             | 835m/s       | 910m/s                   | 840m/s          |

| 装甲貫徹力      | 装甲貫徹力 | 装甲貫徹力 | 装甲貫徹力 | 装甲貫徹力 | 装甲貫徹力 | 装甲貫徹力 | 装甲貫徹力 | 装甲貫徹力 |
| 砲弾            | 砲弾       | 砲弾       | 角度       | 射程       | 射程       | 射程       | 射程       | 射程       |
| --------------- | ---------- | ---------- | ---------- | ---------- | ---------- | ---------- | ---------- | ---------- |
| 弾薬            | 重量       | 初速       | 弾着角     | 100m       | 500m       | 1,000m     | 1,500m     | 2,000m     |
| 10cm Pzgr. rot. | 15.56kg    | 822m/s     | 60°        | 173mm      | 155mm      | 138mm      | 124mm      | 111mm      |